# مشعلدار
مشعلدار، روستایی از توابع [|استان قزوین در استان قزوین ایران است.

## جمعیت
براساس سرشماری مرکز آمار ایران در سال ۱۳۸۵، جمعیت آن ۳٬۱۵۵ تن (۷۰۲خانوار) بوده‌است. زبان اکثریت مردم و بومیان این روستا ترکی می‌باشد.
این منطقه با زمین های کشاورزی احاطه شده است .و شغل اکثریت بومیان این منطقه به کشاورزی به نوعی مرتبط است.
این مکان قدمت زیادی دارد, و نام گذاری این مکان نیز طبق تحقیقات به عمل امده به دوران باستان برمی گردد.
به وضوح میتوان دید که جمعیت این مکان طی چند سال اخیر رشد چشمگیری داشته است.
این مکان از اب و هوای مطلوبی برخوردار است.
مشعلدار در امتداد جاده به طول 2 کیلومتر واقع شده است.